# 曽島
曽島（そしま）は岡山県備前市の日生諸島北部の無人島。かつては楚島とも書かれた。日生港から約600m南に位置し、全島が流紋岩からなる。
戦後に一時的に入植者があったが、1953年以降は無人島となっている。南側は緩斜面となっており、隣の鴻島から通って栽培するミカン農場があった。

## 交通アクセス
定期船はなく、チャーター船のみ。